# 브라보키즈

브라보키즈는 2009년에 개국한 대한민국의 유료방송로, 초이락컨텐츠컴퍼니의 자회사이다. 2018년 8월에 키즈원이 브라보키즈(영어: Bravo Kids)로 채널명을 바꾸었다. 최종일(대표)

### 채널 이름
- 키즈원(2009~2018)
- 브라보키즈(2018년~현재)

## 슬로건
- 매일 매일 브라보키즈 (2018년 8월 1일 ~ 2021년 12월 31일)
- 재미있는 생활 (2022년 1월 1일 ~ 현재)

## 자회사
- 몬카트
- 헬로 카봇 미니
- 레이디버그 3
- 미니특공대 시리즈 (최강전사, X, 슈퍼공룡파워)

## KBS
- 따라해요 붐치키붐
- 헬로 카봇 1 ~ 6기
- 터닝메카드
- 터닝메카드 W
- 터닝메카드 R
- 티티 체리
- 공룡메카드
- 브레드 이발소
- 브레드 이발소 2
- 브레드 이발소 3
- 출동! 애니멀 레스큐
- 명탐정 핑크퐁과 호기
- 반짝반짝 달님이 2
- 캡슐보이
- 캐리야 학교가자
- 캐치! 티니핑 시즌 1
- 반짝반짝 캐치! 티니핑
- 알쏭달쏭 캐치! 티니핑
- 엉뚱발랄 콩순이와 친구들 8
- 엉뚱발랄 콩순이와 친구들 9
- 엉뚱발랄 콩순이와 친구들 10
- 브레드와 윌크의 세계여행
- 브레드 이발소 4: 베이커리 빵스타즈
- 내 친구 반인반어
- 꼬마공룡 크앙
- 상상꾸러기 꾸다 2
- 매직펜던트 대모험
- 내 비밀친구 햄찌
- 크앙과 게임해요
- 좌충우돌 피규어맨
- 카비온
- 브레드와 윌크의 세계여행 2
- 꼬미마녀 라라
- TV유치원 지니랑 꼬야랑

김진철(총 연출및연출)
- 헬로카봇
- 몬스터 탑
- 다이노 파워즈
- 다이노 파워즈 2
- 다이노 파워즈 3
- 마스크 마스터즈
- 시노스톤
- 시노스톤 프라임
- 꼬마공룡 크앙
- 크앙과 게임해요
- 라이즈맨

## 타사
- 미라큘러스: 레이디버그와 블랙캣
- 레인보우 버블젬
- 소피 루비
- 숲속 배달부 빙빙
- 하프와 친구들
- 트루와 무지개 왕국
- 빅 블루 (TV 시리즈)
- 뿡뿡빵빵 부부맨

- 빠샤메카드

- 프리파라
- 크리켓팡
- 크리켓팡 2
- 팬티히어로
- 시간탐험대 다이노맨 2

- 최강! 탑플레이트
- 내 친구 코리리
- 헬로 카봇 유니버스 7
- 헬로 카봇 리턴즈 8
- 꿈의 왕국 소피 루비
- 바이트초이카

- 하니와 숲속친구들
- 캡슐보이 2
- 나비의 모험
- 에즈미와 로이
- 정글에서 살아남기 시리즈(마루의 어드벤처, 화산섬의 비밀)

- 헬로 카봇 쿵

- 요괴메카드

## 영화 제작 애니
- 앵그리버드 툰즈 앵그리버드 툰즈 2,3
- 앵그리버드 블루스
- 앵그리버드 피기테일즈